# Podnoszenie ciężarów na Igrzyskach Azjatyckich 2010
Podnoszenie ciężarów na Igrzyskach Azjatyckich 2010 odbyło się w dniach 13 - 19 listopada w Kantonie. Zmagania sztangistów i sztangistek toczyły się w ośmiu kategoriach męskich i siedmiu żeńskich. Miejscem zmagań zawodników i zawodniczek było Dongguan Gymnasium. 

## Program
|  | Eliminacje |  | Finały |

| Konkurencja | Konkurencja | Konkurencja | Konkurencja | Konkurencja | Konkurencja | Konkurencja | 13.11 | 14.11 | 15.11 | 16.11 | 17.11 | 18.11 | 19.11 |
| ----------- | ----------- | ----------- | ----------- | ----------- | ----------- | ----------- | ----- | ----- | ----- | ----- | ----- | ----- | ----- |
| 56 kg       |             |             |             |             |             |             |       |       |       |       |       |       |       |
| 62 kg       |             |             |             |             |             |             |       |       |       |       |       |       |       |
| 69 kg       |             |             |             |             |             |             |       |       |       |       |       |       |       |
| 77 kg       |             |             |             |             |             |             |       |       |       |       |       |       |       |
| 85 kg       |             |             |             |             |             |             |       |       |       |       |       |       |       |
| 94 kg       |             |             |             |             |             |             |       |       |       |       |       |       |       |
| 105 kg      |             |             |             |             |             |             |       |       |       |       |       |       |       |
| + 105 kg    |             |             |             |             |             |             |       |       |       |       |       |       |       |

| Konkurencja | Konkurencja | Konkurencja | Konkurencja | Konkurencja | Konkurencja | Konkurencja | 13.11 | 14.11 | 15.11 | 16.11 | 17.11 | 18.11 | 19.11 |
| ----------- | ----------- | ----------- | ----------- | ----------- | ----------- | ----------- | ----- | ----- | ----- | ----- | ----- | ----- | ----- |
| 48 kg       |             |             |             |             |             |             |       |       |       |       |       |       |       |
| 53 kg       |             |             |             |             |             |             |       |       |       |       |       |       |       |
| 58 kg       |             |             |             |             |             |             |       |       |       |       |       |       |       |
| 63 kg       |             |             |             |             |             |             |       |       |       |       |       |       |       |
| 69 kg       |             |             |             |             |             |             |       |       |       |       |       |       |       |
| 75 kg       |             |             |             |             |             |             |       |       |       |       |       |       |       |
| + 75 kg     |             |             |             |             |             |             |       |       |       |       |       |       |       |

## Medaliści
| Konkurencja: | 1. miejsce    | 2. miejsce          | 3. miejsce           |
| 56 kg        | Wu Jingbiao   | Cha Kum-chol        | Jadi Setiadi         |
| 62 kg        | Zhang Jie     | Kim Un-guk          | Eko Yuli Irawan      |
| 69 kg        | Kim Kum-sok   | Morteza Rezaeian    | Triyatno             |
| 77 kg        | Pang Kum-chol | Kirił Pawłow        | Dauren Szaujetejew   |
| 85 kg        | Lu Yong       | Mansurbek Chashemov | Kim Kwang-hoon       |
| 94 kg        | Ilja Iljin    | Asghar Ebrahimi     | Kim Min-jae          |
| 105 kg       | Yang Zhe      | Ivan Efremov        | Siergiej Istomin     |
| + 105 kg     | Behdad Salimi | Jeon Sang-guen      | Sajjad Anoushiravani |

| Konkurencja: | 1. miejsce            | 2. miejsce         | 3. miejsce                       |
| 48 kg        | Wang Mingjuan         | Pensiri Laosirikul | Chen Wei-ling                    |
| 53 kg        | Li Ping               | Zülfija Czinszanło | Prapawadee Jaroenrattanatarakoon |
| 58 kg        | Li Xueying            | Pak Hyon-suk       | Jong Chun-mi                     |
| 63 kg        | Majia Maneza          | Kim Soo-kyung      | Chen Aichan                      |
| 69 kg        | Liu Chunhong          | Sinta Darmariani   | Wang Ya-jhen                     |
| 75 kg        | Swietłana Podobiedowa | Cao Lei            | Tatjana Chromowa                 |
| + 75 kg      | Jang Mi-ran           | Meng Suping        | Marija Grabowiecka               |

## Klasyfikacja medalowa
| Klasyfikacja medalowa | Klasyfikacja medalowa | Klasyfikacja medalowa | Klasyfikacja medalowa | Klasyfikacja medalowa | Klasyfikacja medalowa |
| --------------------- | --------------------- | --------------------- | --------------------- | --------------------- | --------------------- |
| Miejsce               | Reprezentacja         | Złoto                 | Srebro                | Brąz                  | Razem                 |
| 1.                    | Chiny                 | 8                     | 2                     | 1                     | 11                    |
| 2.                    | Kazachstan            | 3                     | 2                     | 4                     | 9                     |
| 3.                    | Korea Północna        | 2                     | 3                     | 1                     | 6                     |
| 4.                    | Korea Południowa      | 1                     | 2                     | 2                     | 5                     |
| 5.                    | Iran                  | 1                     | 2                     | 1                     | 4                     |
| 6.                    | Uzbekistan            | -                     | 2                     | -                     | 2                     |
| 7.                    | Indonezja             | -                     | 1                     | 3                     | 4                     |
| 8.                    | Tajlandia             | -                     | 1                     | 1                     | 2                     |
| 9.                    | Chińskie Tajpej       | -                     | -                     | 2                     | 2                     |